# María Elena Rodríguez Ozán
María Elena Rodríguez Ozán (Mendoza, Argentina, 24 de marzo de 1928-Ciudad de México, 14 de marzo de 2017) fue una historiadora dedicada al estudio de la historia de las ideas y las redes intelectuales de la región en el siglo XX.

## Vida académica
Historiadora formada en la Universidad Nacional de Cuyo y la Universidad Complutense de Madrid, llegó a México como profesora adjunta en el Colegio de México en 1961 y se incorporó a la UNAM desde 1962 como profesora de historia contemporánea de América Latina en la Facultad de Filosofía y Letras. Participó además en el fortalecimiento de las relaciones internacionales del Centro de Investigaciones sobre América Latina y el Caribe (CIALC, UNAM), estando involucrada, desde su fundación, con la Sociedad Latinoamericana de Estudios sobre América Latina y el Caribe (SOLAR) y la Federación Internacional de Estudios sobre América Latina y el Caribe (FIEALC).
Fue profesora de carrera de tiempo completo en la Universidad Nacional Autónoma de México (UNAM) desde el 1º de agosto de 1968. Recibió el reconocimiento a los cincuenta años de labor docente en esta Máxima Casa de Estudios. Se destacó como titular del Seminario de Historia de las Ideas América Latina en el área de posgrado y las materias Historia de las Ideas en Latinoamérica en el Siglo XX e Historia de Latinoamérica en el Siglo XX en la licenciatura.[cita requerida]
Su participación en el CIALC fue clave, trabajando como administradora y jefa de relaciones internacionales del centro desde 1980. 
Fue miembro activo de asociaciones académicas de gran renombre. Desde 1962 participó como miembro del Instituto Panamericano de Geografía e Historia (IPGH), organismo asociado a la Organización de Estados Americanos (OEA) con sede regional en la Ciudad de México. Así mismo, fue miembro activo de la Sociedad Europea de Cultura (SEC) Internacional, con sede en Venecia, Italia, desde enero de 1970.[cita requerida]